# Chris Steel
Chris Steel (sinh ngày 15 tháng 5 năm 1986) là một chính khách người Úc. Ông là thành viên Lao động của Hội đồng Lập pháp Lãnh thổ Thủ đô Úc từ năm 2016, đại diện cho khu vực bầu cử của Murrumbidgee và hiện là Bộ trưởng Nội các trong Chính phủ ACT. Trước khi đắc cử, Steel là một nhà ủng hộ giáo dục làm việc trong lĩnh vực mầm non.

## Tiểu sử
Steel sinh ra ở Newcastle, New South Wales trước khi gia đình ông chuyển đến Canberra vào những năm 1980. Khi còn nhỏ, ông lớn lên ở Southside ở Torrens, theo học tại các trường công lập địa phương, Tiểu học Torrens, Trung học Melrose và Cao đẳng Narrabundah. Ông đã hoàn thành bằng Cử nhân Luật (LLB) và Cử nhân Văn học (BA) tại Đại học Quốc gia Úc (ANU). Trước khi được bầu vào Hội đồng Lập pháp ACT, Steel đã làm việc với tư cách là Giám đốc Chính sách và Nghiên cứu tại nhóm vận động giáo dục đỉnh cao Early Childhood Australia. Ông cũng đã từng là cố vấn chính sách cho Chính phủ Úc và Chính phủ Lãnh thổ Thủ đô Úc. Trước khi được bầu vào văn phòng, Steel đã tình nguyện làm Giám đốc trong Hội đồng quản trị của YMCA Canberra. Steel hiện đang sống ở Kambah với người bạn đời Kurt.

## Hội đồng Lập pháp
Vào ngày 16 tháng 10 năm 2016 Steel được bầu vào Hội đồng thứ chín để đại diện cho khu vực bầu cử mới của Murrumbidgee. Steel đã nhận được số phiếu ưu tiên đầu tiên cao nhất so với bất kỳ ứng cử viên Lao động nào trong ghế mới, tổng cộng là 4.574 và đạt tỷ lệ phiếu bầu cao nhất so với bất kỳ ứng cử viên nào ở ngoại ô Kambah quê hương ông.
Steel được bổ nhiệm vào Bộ vào ngày 27 tháng 8 năm 2018 với tư cách là Bộ trưởng Dịch vụ Thành phố, Bộ trưởng Đường bộ, Bộ trưởng Dịch vụ Cộng đồng và Cơ sở Cộng đồng, và Bộ trưởng Các vấn đề Đa văn hóa. Vào ngày 1 tháng 7 năm 2019, ông nhận trách nhiệm về danh mục Giao thông vận tải sau khi Meegan Fitzharris từ chức Bộ.